# Louis Faidherbe
Louis Faidherbe (Lilla, 3 giugno 1818 – Parigi, 29 settembre 1889) è stato un generale, politico e scienziato francese.

## Biografia

### Gioventù e i primi anni nell'esercito

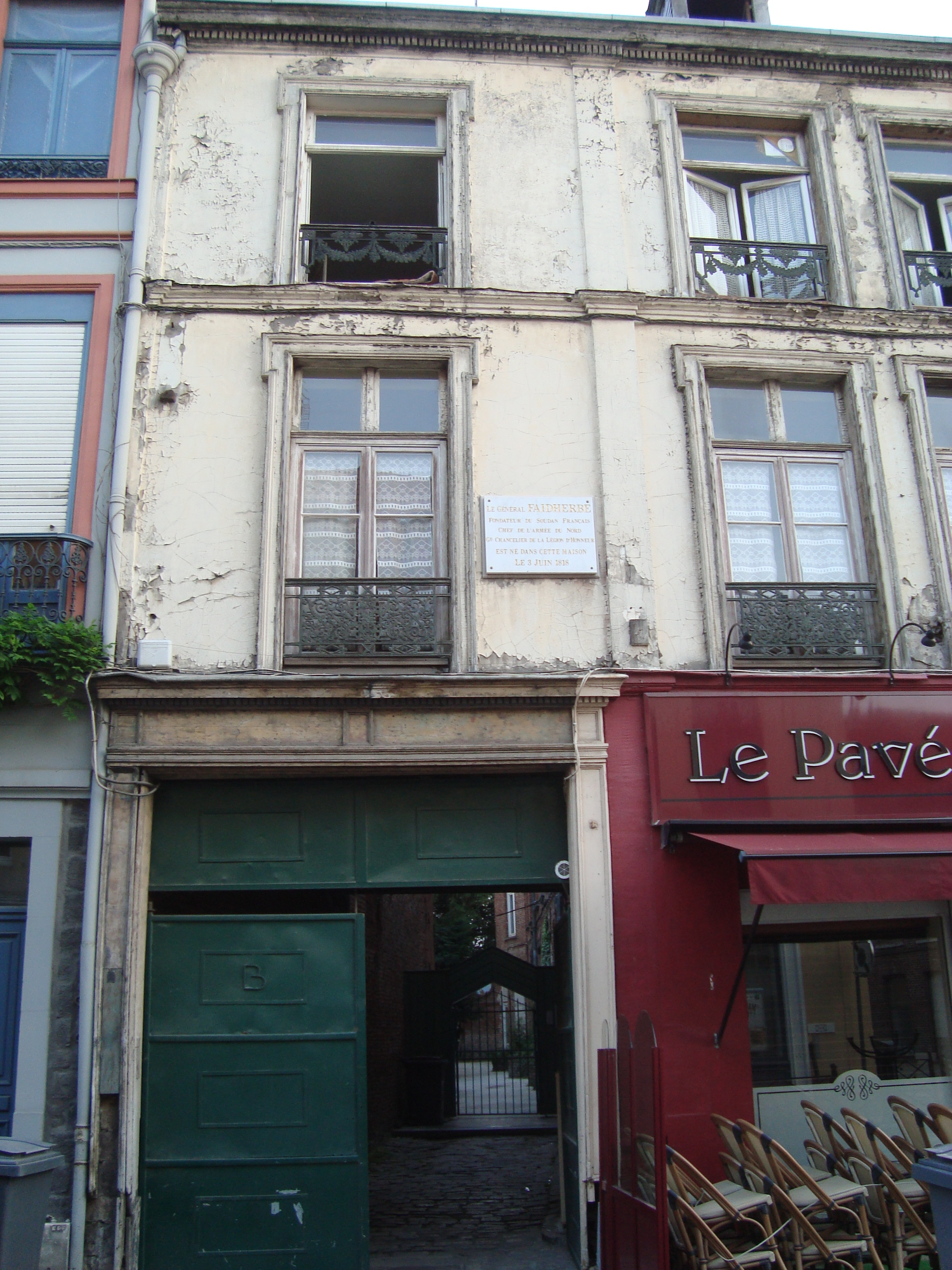
La casa natale di Faidherbe a Lilla

Quintogenito di Louis César Joseph Faidherde, calzolaio, e di Sophie Monnier, fece gli studi superiori a Lilla e poi, dopo aver vinto una borsa di studio, a Douai.
Nel 1838 entrò all'École polytechnique e due anni più tardi all'École d'application de l'artillerie et du génie di Metz, dalla quale uscì come ufficiale nel 1842. Tenente del 2º reggimento di ingegneria, prestò servizio durante la conquista dell'Algeria dal 1844 al 1846, in particolare durante la spedizione di Chélif. Partecipò anche alla fortificazione di Bou Saada.
Rientrato temporaneamente nella Francia continentale, nel 1848 fu inviato in Guadalupa. Restò nell'isola caraibica sino all'anno successivo, quando venne mandato in Algeria. Qui partecipò alla spedizione nel Djurjura sotto il generale Camou, alla spedizione della Piccola Cabilia sotto il generale de Saint-Arnaud e alla spedizione del massiccio della Bougie guidata dal generale Bosquet.

### In Senegal

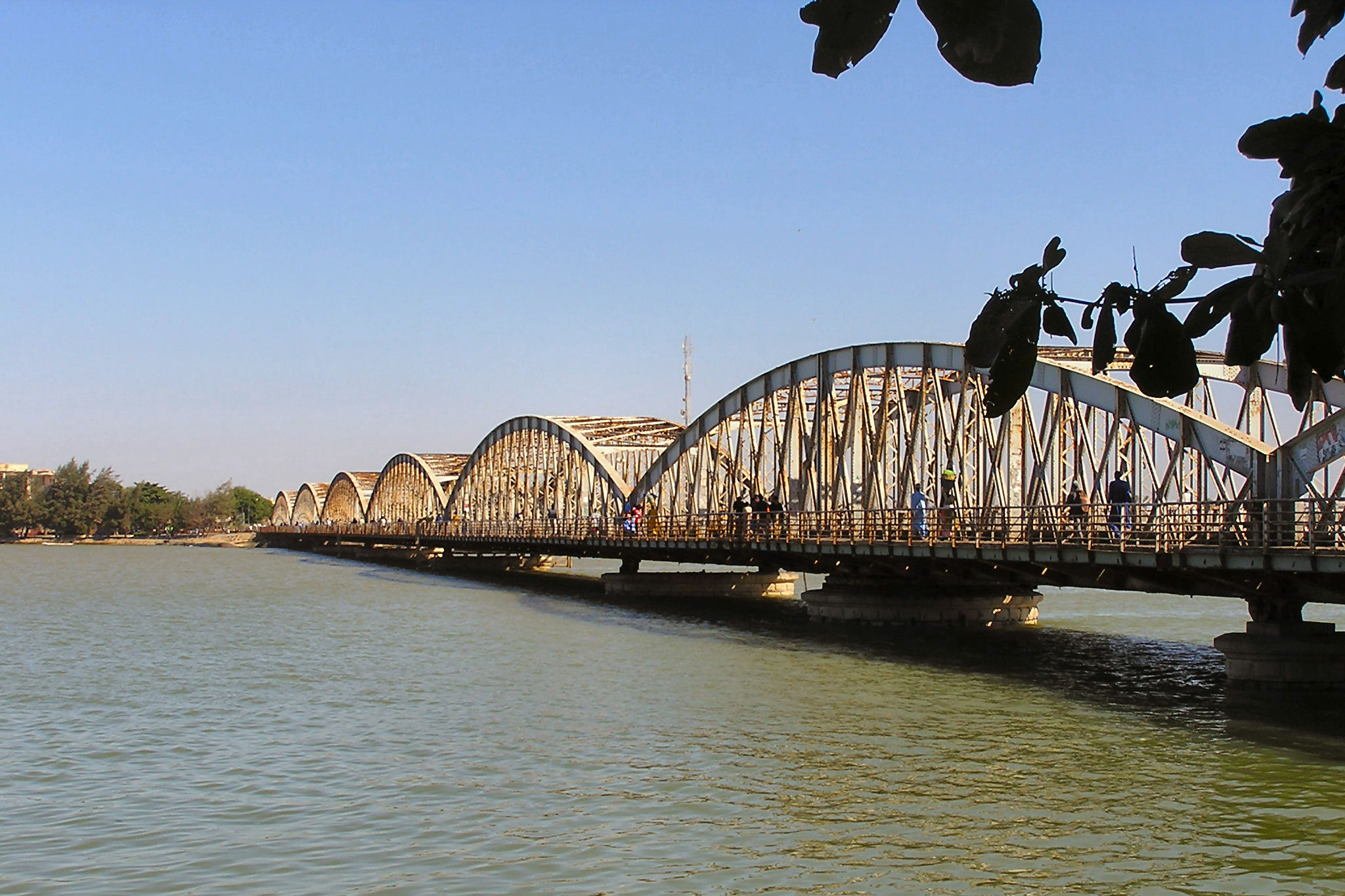
Il ponte Faidherbe visto dall'isola di Saint-Louis

Faidherbe giunse in Senegal nel 1852 come capo degli ingegneri e direttore dei Ponts et Chaussées. A quel tempo la Francia possedeva in Senegal solamente la città di Saint-Louis e una striscia di costa. Gli esploratori, tuttavia, già da tempo avevano fatto conoscere le ricchezze e le possibilità delle regioni del Niger e Faidherbe aveva elaborato il progetto di annettere questi territori ai domini francesi. 
Nel 1853 fu promosso dapprima a capitano di prima classe e poi a vice direttore delle fortificazioni. Infine, nel 1854, fu promosso capobattaglione. Il 16 dicembre dello stesso anno fu nominato governatore della colonia.
Le azioni di Faidherbe non erano di sua concezione, quanto piuttosto l'attuazione del Piano del 1854: una serie di ordini ministeriali impartiti al governatore Protet che avevano avuto origine dalle petizioni della potente compagnia bordolese Maurel & Prom, attore di primissimo piano a Saint-Louis. Il piano specificava in dettaglio la creazione di fortificazioni lungo il fiume Senegal per porre fine al controllo da parte delle popolazioni locali del commercio di gomma arabica. La spinta di Faidherbe a costruire fortificazioni più lontane, i suoi conflitti con Protet e le sue proteste a Parigi per l'inazione di Protet fecero si che il governo francese lo nominasse governatore della colonia nel 1854.
A tre mesi dalla sua nomina a governatore, Faidherbe aveva iniziato i lavori di costruzione per il primo di una serie di forti interni lungo il Senegal, a Médine, appena sotto le cascate del Félou. Nel 1860, Faidherbe aveva costruito una serie di forti tra Médine e Saint-Louis, lanciando missioni contro i Mori Trarza del Waalo (a nord del fiume Senegal), che in precedenza riscuotevano le tasse sulle merci che arrivavano a Saint-Louis dall'interno.
In precedenza, i francesi avevano evitato i conflitti con gli Stati più potenti della zona, l'impero toucouleur lungo il fiume Niger e il Regno di Cayor a sud. Avevano infatti preferito inviare emissari a firmare protettorati con i sovrani più deboli e completando la "pacificazione" della Casamance e dei popoli wolof attraverso l'attuale Senegal settentrionale. Faidherbe invece entrò rapidamente in conflitto diretto con queste entità.
Nel luglio 1857, una volta ottenuta l'autorizzazione, Faidherbe istituì i Tirailleurs sénégalais. Il 1º battaglione di questo nuovo corpo fu pronto nell'agosto 1858. Fu promosso colonnello nel dicembre 1858.
Faidherbe iniziò quindi ad ampliare i confini della colonia, respingendo i toucouleur a est dell'Alto Senegal e scontrandosi con Al-Ḥāǧǧ ʽUmar che aveva cinto d'assedio il forte di Médine. Inoltre ricacciò i mauri a nord e annesse le terre dei wolof con il trattato del maggio 1858. Nella battaglia di Logandème del 18 maggio 1859 si scontrò con i sérèr guidati da Coumba Ndoffène Famak Diouf. Successivamente ordinò che Fatick e i villaggi circostanti fossero bruciati.
Saint-Louis fu posta sotto controllo militare formale e fu creato un collegamento telegrafico e stradale con le altre colonie francesi dell'isola di Gorée e di Rufisque. Nel 1857 i francesi occuparono i territori della Repubblica di Lebu, ovvero l'area della penisola di Capo Verde. Qui iniziarono a trasformare il piccolo villaggio di Ndakarou, ben presto ribattezzato Dakar, in un importante scalo portuale. Ben presto infatti furono avviati i lavori per la ferrovia Dakar-Saint-Louis e per una linea ferroviaria lungo il Senegal verso l'interno.
I progetti su larga scala di Faidherbe includevano la costruzione di ponti e la fornitura di acqua potabile. Con la crescita di Dakar il ruolo di Saint-Louis come porta del commercio francese verso l'interno dell'Africa cominciò a scemare. Inoltre, con l'avvento dei piroscafi, l'accesso al suo porto divenne sempre più difficile e il completamento della ferrovia Dakar-Saint Louis nel 1885 fece sì che il commercio verso l'interno la aggirasse. Le grandi imprese francesi, si impadronirono così delle nuove reti commerciali dell'interno, emarginando i commercianti meticci che erano sempre stati gli intermediari del commercio con gli indigeni.

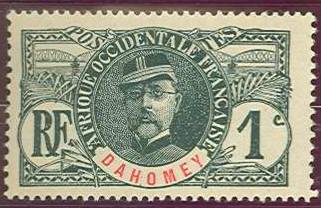
Francobollo francese con Faidherbe

Faidherbe promosse lo sviluppo economico della colonia e progettò la linea ferroviaria da Dakar al Niger, che sarebbe poi stata costruita a partire dalla fine del XIX secolo. Promosse la fornitura di acqua potabile a Saint-Louis du Sénégal attraverso il progetto dell'acquedotto di Mbakhana, che fu finalmente inaugurato nel 1885.
Si interessò alle lingue e ai costumi locali e scrisse diverse opere etnografiche e geografiche sull'Africa occidentale, oltre a un Annuaire du Sénégal in quattro lingue: francese, wolof, toucouleur e soninké.
Nel 1861, ammalato, chiese di tornare in Francia.
Tornato in Algeria, comandò la suddivisione di Sidi-bel-Abbès, salvo poi ripartire per il Senegal come governatore nel 1863. Promosso generale di brigata il 20 maggio 1863, lasciò definitivamente la colonia nel 1865.
Nel 1867 fu nominato generale al comando della sottodivisione di Bona.

### La guerra franco-prussiana

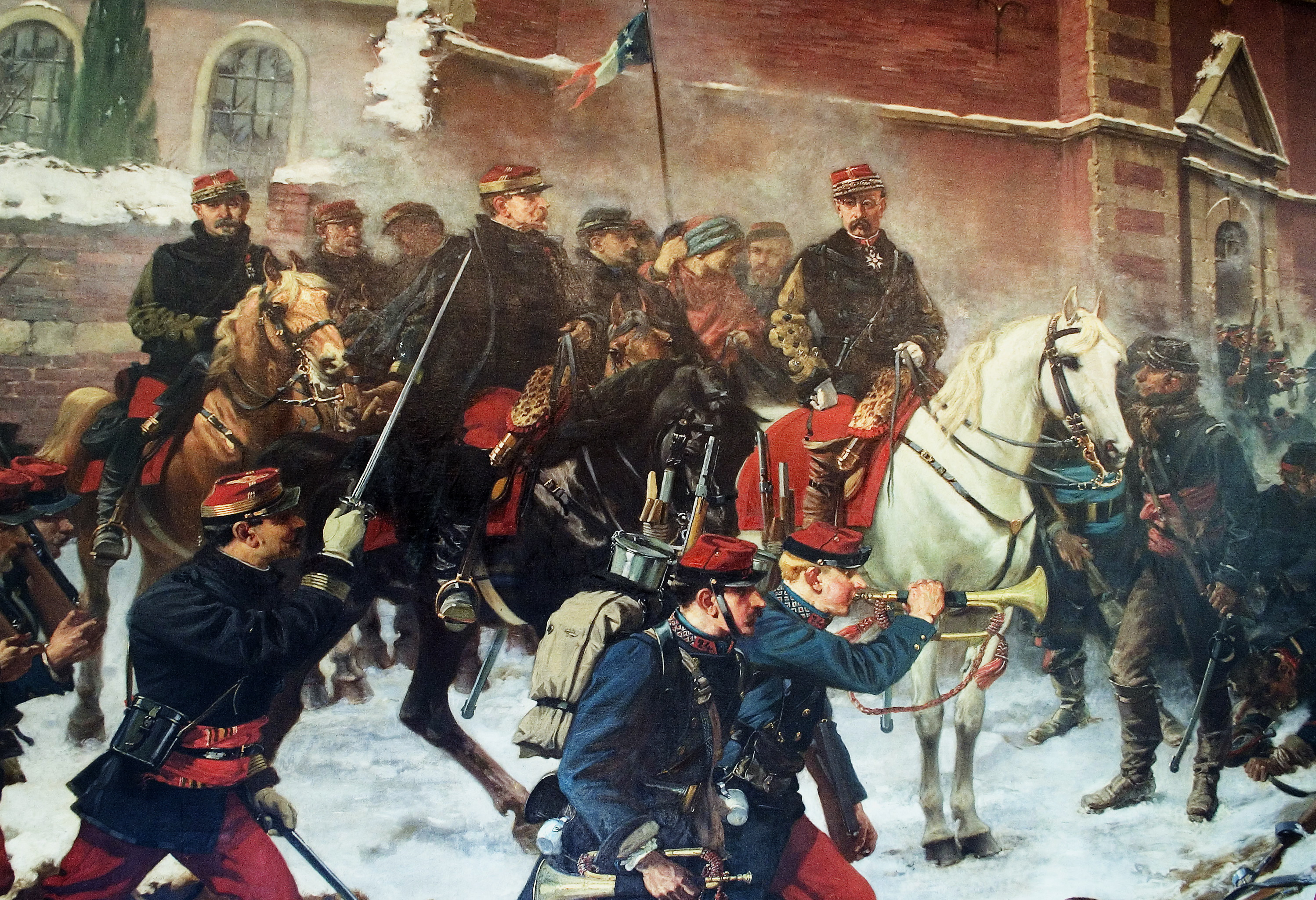
Faidherbe durante la battaglia di Bapaume

Nel 1870 la dichiarazione di guerra lo sorprese a Lilla, dove si era recato in convalescenza. Léon Gambetta lo nominò generale di divisione il 23 novembre e lo mise al comando dell'Armée du Nord, in sostituzione del generale Bourbaki. Questa armata era forte di 45.000 uomini, con il generale Farre come capo di stato maggiore, il generale Lecointe al comando del 22º corpo d'armata e il generale Paulze d'Ivoy del 23°. La sua controffensiva su Amiens fallì nella battaglia di Villers-Bretonneux il 27 novembre 1870. Nella battaglia dell'Hallue del 23 e 25 dicembre e in quella di Bapaume del 3 gennaio 1871, Faidherbe non riuscì a sfruttare il varco che si era creato e alla fine non riuscì a impedire l'avanzata tedesca verso Parigi dopo la battaglia di Saint-Quentin. A gennaio si ritirò nelle piazzeforti di Cambrai e Lilla. La sua azionefece sì che la regione del Nord-Passo di Calais, nonostante l'accerchiamento prussiano, potesse resistere fino alla resa.
Nel suo Bases d'un projet de réorganisation d'une armée nationale (1871), criticò aspramente il Secondo Impero e la maggior parte dei suoi generali, che considerava responsabili della sconfitta.
Dopo la sconfitta del 1871, l'8 febbraio fu eletto deputato per il dipartimento della Somme, ma si dimise a causa dei suoi impegni militari. Fu rieletto il 2 luglio dai dipartimenti della Somme, del Passo di Calais e del Nord. Optò per quest'ultimo e si schierò con i repubblicani. Si dimette una seconda volta perché ritiene che l'Assemblea stia superando il mandato ricevuto dal popolo. L'8 ottobre 1871 divenne consigliere generale del dipartimento Nord per il Cantone di Lilla-Centre. Tra l'ottobre 1871 e il maggio 1872 guiderà anche una spedizione scientifica nell'Alto Egitto. Alle elezioni senatoriali del 30 gennaio 1876 in questo dipartimento si presentò come candidato repubblicano, ma non fu eletto. Alle elezioni triennali del 5 gennaio 1879: fu eletto senatore per il dipartimento del Nord e rimase in carica fino al 1888. Repubblicano, si schierò sempre a sinistra opponendosi al boulangismo.
Il 28 febbraio 1880 fu nominato Gran Cancelliere dell'Ordine della Legion d'onore.

## Riconoscimenti

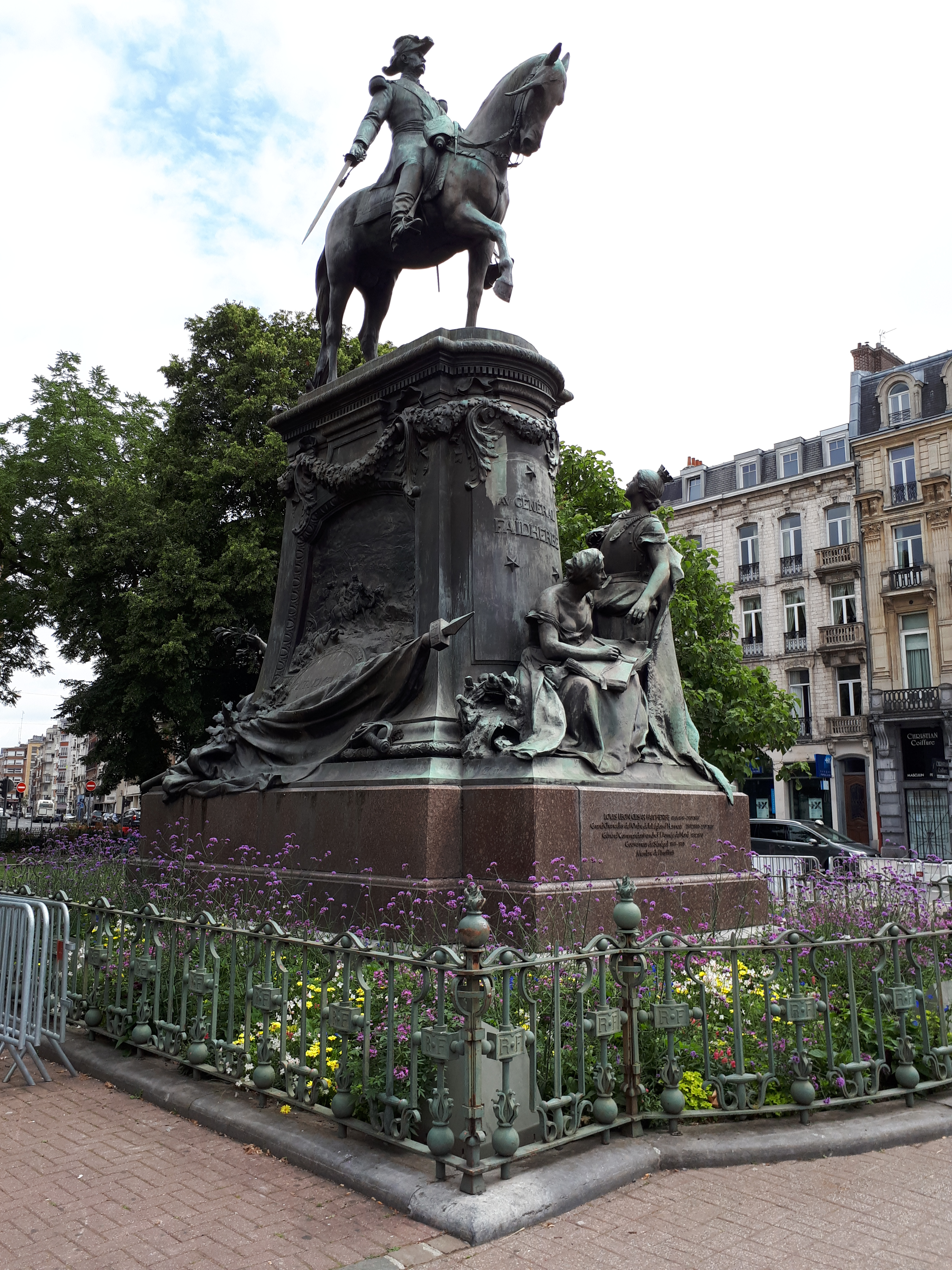
Statua equestre di Faidherbe a Lilla

A lui è intitolato il Ponte Faidherbe che dal 1897 collega l'isola di Saint-Louis, nella foce del fiume Senegal, alla terraferma.
A Lilla, Bapaume e Saint-Louis sorgono due monumenti dedicati a Faidherbe.
A Faidherbe sono intitolate strade ad Arras, Asnières-sur-Seine, Boulogne-sur-Mer, Cambrai, Cholet, Douai, Drancy, Lilla, Lione, Malo-les-Bains, Metz, Onnaing, Parigi, Pointe-à-Pitre, Quesnoy-sur-Deûle, San Quintino, Savigny-sur-Orge, Tours, Valence, Valenciennes, Vif e Villeneuve-sur-Yonne
La stazione Faidherbe - Chaligny della linea 8 della metropolitana di Parigi è intitolata a Faidherbe.